# Мартц, Уильям
Уильям Мартц (англ. William Martz; 21 марта 1945, Детройт — 17 января 1983, Милуоки) — американский шахматист, международный мастер (1975).
В составе сборной США участник 20-й Олимпиады (1972) в Скопье.
Победитель открытого чемпионата США 1982 года (совместно с Э. Солтисом).

## Изменения рейтинга
| Графики недоступны из-за технических проблем. См. информацию на Фабрикаторе и на mediawiki.org. |